# Andrzej Orzechowski (polityk)
Andrzej Orzechowski (ur. 10 listopada 1962 w Rutkach) – polski ekonomista, samorządowiec i polityk, poseł na Sejm VI i VII kadencji.

## Życiorys
Ukończył w 1986 studia ekonomiczne w Filii Uniwersytetu Warszawskiego w Białymstoku. Ukończył także studia podyplomowe z ekonomiki zdrowia na UW w 1998 oraz z rachunkowości i finansów przedsiębiorstw w Wyższej Szkole Ekonomicznej w Białymstoku w 2000. Pracował w rejonowym urzędzie pracy, był także dyrektorem zakładu opieki zdrowotnej w Ełku. W 1999 objął stanowisko skarbnika powiatu ełckiego, w 2006 został przewodniczącym rady miasta w Ełku.
Od 2001 do 2007 zasiadał w komisji rewizyjnej stowarzyszenia KoLiber w Ełku. W latach 2001–2003 działał w Unii Wolności. W 2004 wstąpił do Platformy Obywatelskiej, z ramienia której w wyborach parlamentarnych w 2007 uzyskał mandat poselski. Kandydując w okręgu olsztyńskim, otrzymał 10 052 głosy. W wyborach w 2011 z powodzeniem ubiegał się o reelekcję, dostał 12 046 głosów. W wyborach samorządowych w 2014 kandydował na prezydenta Ełku, zajmując przedostatnie, 4. miejsce. W wyborach w 2015 nie uzyskał poselskiej reelekcji.
Objął później funkcję zastępcy dyrektora Domu Pomocy Społecznej w Nowej Wsi Ełckiej, a w 2020 został dyrektorem tej placówki. W wyborach samorządowych w 2018 bezskutecznie ubiegał się o mandat radnego sejmiku warmińsko-mazurskiego. W 2024 został natomiast wybrany na radnego Ełku.